# اریک میکائلیان
اریک میکائلیان (ارمنی: Էրիկ Միքայելյան؛ انگلیسی: Erik Mikayelyan؛ ۷ فوریهٔ ۲۰۰۳ ) بازیکن هاکی روی یخ اهل ارمنستان در پست فوروارد است.

## باشگاهی
از باشگاه‌هایی که در آن بازی کرده‌است می‌توان به باشگاه هاکی روی یخ شنگاویت، باشگاه هاکی روی یخ شیران، BKMA Yerevan اشاره کرد.

## تیم ملی
وی همچنین در تیم ملی هاکی روی یخ مردان ارمنستان بازی کرده‌است